# Tigridia meleagris
Tigridia meleagris är en irisväxtart som först beskrevs av John Lindley, och fick sitt nu gällande namn av George Nicholson. Tigridia meleagris ingår i släktet Tigridia och familjen irisväxter. Inga underarter finns listade i Catalogue of Life.